# Szopos Sándor
Szopos Sándor (Csíkszereda, 1881. szeptember 8. – Kolozsvár, 1954. december 24.) festőművész, grafikus.

## Életpályája
A székely nemesi származású. Középiskolai tanulmányait a Csíksomlyói Római Katolikus Főgimnáziumban végezte 1900 nyarán. A budapesti Képzőművészeti Főiskolán 1904-ben rajztanári oklevelet szerzett, ahol Székely Bertalan, Hegedűs László, Zemplényi Tivadar, Révész Imre voltak a mesterei. Tanulmányai alatt jelentős anyagi segélyt kapott a csíki magánjavak oktatási alapjából, amely egyedülálló, kulturális fejlesztési forrása volt a székelyeknek. 1905-től Ditróban, Gyergyószentmiklóson tanított.
Első önálló kiállítására 1911-ben került sor Gyergyószentmiklóson, ahol több mint száz alkotása kapott helyet. Ebben az időben ismerkedett meg a Békási-szorosban és Gyilkos-tó környékén dolgozó Nagy Istvánnal, akinek szülőföldet ábrázoló festészete mély benyomást gyakorolt rá.
1913-ban a nagybányai festőiskolában Réti István irányításával dolgozott.
1915-től a dési Állami Főgimnázium rajztanára, ott tartózkodása alatt festőiskolát vezetett.
Képzőművészeti írásai jelentek meg a korabeli napilapokban, folyóiratokban, többek között a Hirnök, a Pásztortűz, a Kolozsvári Szemle, az Ellenzék közölte cikkeit. Az erdélyi magyar képzőművészet hat esztendeje című tanulmánya az Erdélyi Almanachban jelent meg 1925-ben.
1926 őszén tanulmányutat tett Bécsben, Münchenben, Firenzében, Rómában, Assisiben és Velencében.
Az összefogás szép példájaként az 1929-es sepsiszentgyörgyi székely tárlaton Nagy Imrével közösen, támogatásként felajánlott festményeikkel segítették a csíkdelnei Szent János templom restaurálását.
1934-ben véglegesen Kolozsváron telepedett le, a Piarista Főgimnáziumban, a Marianum polgári iskola tanárképzőjében, az Unitárius Kollégiumban és Tanítóképző Intézetben tanított. 1935-től Tóth Istvánnal közösen festőiskolájuk működött az Unitárius Kollégiumban.
Munkásságának elismeréseként számos képzőművészeti díjjal jutalmazták. 1940-ben Corvin-koszorúval tüntették ki, 1941-ben a Madéfalvi veszedelem című festményéért az Esterházy Pál díjat kapta. 1942-ben Lármafát gyújtó csíki székelyek  című festményével a Lotz Károly-aranyérmet nyerte el.
1946–1953 között a kolozsvári Népi Képzőművészeti Iskola önkéntes tanára, 1952-ben Nagy Alberttel és Fülöp Antal Andorral a kolozsvári képtár festményeit restaurálta.
1954. december 24-én 73 éves korában hunyt el, a kolozsvári Házsongárdi temetőben helyezték örök nyugalomra.
Elismert arcképfestő volt, a portré- és tájfestészet mellett számos történelmi témájú alkotása is született. Ugyanakkor könyvek, folyóiratok illusztrálásával is foglalkozott, többek között Sz. Kovács Jenő Verses magyar krónika című művét illusztrálta. Erőssége volt a kiváló rajztudás, az elméleti és gyakorlati felkészültség. “Rajz nélkül, rajztudás nélkül – vallotta – nincs művészet. A rajz adja a gerincet, a vázat, alépítményt, falakat, tetőt, értelmet, tartalmat: mindent.” Művészetét a hagyományokat tisztelő akadémista szemlélet jellemezte.
Szülővárosában, Csíkszeredában születésének századik évfordulójára szervezett emlékkiállítás megnyitóján így méltatta János Pál múzeumigazgató Szopos Sándor munkásságát: “Hagyományos realista felfogása, alaposan dokumentált, részleteiben is átgondolt, szerkezetben egységesen jelentkező alkotásai bizonyítják, hogy nem csak “régiesen”, de lelkiismeretesen és főleg jól festett.”
Hagyatékából 22 olajfestmény a Csíki Székely Múzeumban található, 53 grafikai és festészeti alkotás a marosvásárhelyi képtárba került, munkáit őrzik még a kolozsvári és budapesti múzeumok. A Csíksomlyói Kegytemplom Szent Antal oltárképét 1931-ben készítette. Kájoni János nyomdája Csíksomlyón című alkotása a kolozsvári Ferences rendházban kapott helyet.
1999-ig Désen egy utca viselte nevét.

## Kitüntetései
- 1940 Corvin-koszorú
- 1941 Esterházy Pál-díj
- 1942 Lotz Károly-aranyérem

## Művei
- Fontosabb művészeti alkotásai
  - Akt tükörrel
  - Aktmodell
  - Álló női akt
  - Búcsúsok
  - Budai Nagy Antal
  - Csendélet
  - Csíksomlyói búcsú
  - Dávid Ferenc halála
  - A dési sétatér
  - Dózsa György
  - Erdélyi táj
  - Erdőirtó kaláka
  - Feleségem arcképe
  - Festőnő
  - Gábor Áron halála
  - Hadirokkant
  - Halotti leplet varró asszony
  - Hunyadi János a szebeni csata után
  - Ifjúkori önarckép
  - Kájoni János nyomdája Csíksomlyón
  - Kaláka
  - Kolozsvár környékéről
  - A kolozsvári Farkas utcai református templom
  - Lármafát gyújtó csíki székelyek
  - Lidércfény
  - Madéfalvi veszedelem
  - Mátyás megszervezi az erdélyi hadakat
  - Napnyugta után
  - Női akt
  - Olvasó leány
  - Önarckép, 1925
  - Önarckép, 1954
  - Öreg népfelkelő
  - Parajdi táj
  - Perdöntő párbaj
  - Pogány temetés
  - Pogány székelyek áldozása
  - Sorbanállók
  - Szakadékos út
  - Székelyek védik a gyepűt a tatárok ellen
  - Szerb Tantalus
  - Ülő női akt
  - Utolsó pogány székelyek megkeresztelése
  - Vásárban
  - Vásárfia
- Képzőművészeti írásai
  - Gondolatok a Meczner- és Ferenczy-képkiállítás alkalmából. In: A Hírnök, 1922. XIX. évf. 24. sz.
  - Nagybányai festők kiállítása. In: A Hírnök, 1923. XX. évf. 3. sz.
  - Néhány szó Erdély műszerető közönségéhez. In: A Hírnök, 1924. XXI. évf. 3. sz.
  - Kollár Gusztáv kiállítása. In: A Hírnök, 1924. XXI. évf. 17.
  - Nagybánya. In: Pásztortűz, 1924. X. évf. 15. sz.
  - Börtsök Samu kiállítása. In: A Hírnök, 1925. XXII. évf. 4. sz.
  - Az erdélyi magyar képzőművészet hat esztendeje. In: Erdélyi Almanach. Szerk. dr.György Lajos. Bp, 1925.
  - Gyárfás Jenő. In: A Hírnök, 1926. XXIII. évf. 1. sz.
  - Van-e régi és van-e új művészet? In: Pásztortűz, 1926. XII. évf. 22. sz.
  - Zsákutcába jutott a képzőművészet. In: Pásztortűz, 1928. XIV. Évf. 25-26. sz.
  - Rubens festette-e a szamosújvári “Rubens-képet”? In: Szamos Megyei Heti Hírek, 1929. I. évf. 12. sz.
  - Az erdélyi képzőművészet bajai. In: Szamos Megyei Heti Hírek, 1929. I. évf. 34. sz., 1930. II. évf. 1, 2, 3, 4. sz.
  - Az erdélyi képzőművészet nehézségei. In: A Hírnök, 1930. XXVII. évf. 7. sz.
  - Az élet érdekel csupán. In: Pásztortűz, 1931. XVII. évf. 10. sz.
  - Az erdélyi képzőművészetről. In: A Hírnök, 1934. XXXI. évf. 1. sz.
  - A rajz szerepe az erdélyi magyar piktúrában. In: A Hírnök, 1934. XXXI. évf. 12. sz.
  - Kolozsvári képkiállítás. In: A Hírnök, 1935. XXXII. évf. 1. sz.
  - Nagy István. In: Hölgyfutár, 1937. IV. évf. 3. sz.
  - Közönség és művészet-válság. In: Széphalom, 1938. II. évf. 3. sz.
  - Megnyílt Thorma János hagyatéki kiállítása a kolozsvári vármegyeház üvegtermében. In: Keleti Újság, 1938. XXI. évf. 230. sz.
  - Nagy Oszkár képkiállítása. In: Ellenzék, 1940. LX. évf. 57. sz.
  - Nagy Oszkár képkiállítása. In: Pásztortűz, 1940. XXVI. évf. 3. sz.
  - Munkácsy Mihály. In: Barátság, 1940. II. évf. 8. sz.
  - Rubens Pál Péter. In: A Hírnök, 1940. XXXVII. évf. 6. sz.
  - Művészeti felfogások és az erdélyi művészet útja. In: Kolozsvári Szemle, 1943. II. évf. 4. sz.

## Kiállítások
- 1911 – Gyergyószentmiklós ( növendékeivel közösen)
- 1911 – Gyergyószentmiklós – egyéni kiállítás
- 1919 – Kolozsvár – Erdélyi képző- és iparművészek pünkösdi kiállítása
- 1920 – Dés – csoportkiállítás
- 1920 – Kolozsvár – csoportkiállítás
- 1921 – Kolozsvár – gyűjteményes kiállítás
- 1924 – Dés – csoportkiállítás
- 1925 – Dés – egyéni kiállítás
- 1926 – Kolozsvár – egyéni kiállítás
- 1927 – Berlin – Erdélyi népművészeti kiállítás
- 1927 – Dés (növendékeivel közösen)
- 1928 – Bukarest – egyéni kiállítás
- 1929 – Dés (növendékeivel közösen)
- 1929 – Kolozsvár – egyéni kiállítás
- 1929 – Kolozsvár – csoportkiállítás
- 1929 – Torda – csoportkiállítás
- 1929 – Dés – csoportkiállítás
- 1930 – Kolozsvár – Erdélyi képzőművészek kiállítása
- 1935 – Kolozsvár – egyéni kiállítás
- 1938 – Kolozsvár – egyéni kiállítás
- 1940 – Kolozsvár – A Magyar Képzőművészek Egyesülete és erdélyi tagjainak kiállítása
- 1941- Budapest – Az Országos Magyar Képzőművészeti Társulat fönnállásának 80. évfordulójának jubiláris kiállítása
- 1941 – Budapest – A műcsarnok jubileumi kiállítása
- 1942 – Kolozsvár – Művészeti hetek (VI. Nemzeti Képzőművészeti Kiállítás)
- 1942 – Budapest – Műcsarnok őszi kiállítása
- 1943 – Kolozsvár – a sétatéri Műcsarnok megnyitó kiállítása
- 1943 – Kolozsvár – Erdélyi képzőművészek karácsonyi kiállítása
- 1944 – Budapest – A Műcsarnok tavaszi kiállítása
- 1947 – Kolozsvár – csoportkiállítás
- 1947 – Kolozsvár – Erdélyi képzőművészeti Szalon
- 1950 – Kolozsvár – csoportkiállítás
- 1953 – Kolozsvár – Tartományi Képzőművészeti Kiállítás
- 1970 – Marosvásárhely – gyűjteményes emlékkiállítás
- 1972 – Kolozsvár – gyűjteményes emlékkiállítás
- 1981- Csíkszereda – gyűjteményes emlékkiállítás Szopos Sándor festőművész születésének századik évfordulójára
- 2006 – Csíkszereda – gyűjteményes emlékkiállítás

## További irodalom
- Bartalis János: Pár szó egy képkiállításhoz. In: Napkelet, 1920. I. évf. 1. sz.
- Kós Károly: Magyar képzőművészet Erdélyben. In: Napkelet, 1920. I. évf. 7-8. sz.
- Nyírő József: A dési lármafa. In: Keleti Újság, 1928. május 18.
- Kós Károly: Két képkiállítás Kolozsváron. In: Erdélyi Helikon, 1930. III. évf. 1. sz.
- Kós Károly: Erdélyi képzőművészek együttes kiállítása.. In: Erdélyi Helikon, 1930. III. évf. 10. sz.
- Farkas Ildikó: Szopos Sándor. In: Új Élet, 1967. X. évf. 8. sz.
- Gál E.: Egy kiállítás margójára. In: MŰV., 1968. 12. sz.
- Marosi Ildikó: “A rajzaimra nagyon ügyeljen!” In: Új Élet, 1970. XIII. évf. 15. sz.
- Murádin Jenő: Dési évek. In: Korunk. 1972. XXXI. évf. 5. sz.
- E. Szabó Ilona: Katedra és paletta. In: Utunk, 1972. XXVII. Évf. 6. sz.
- Balázs András: A festő hazatért. In: Hargita, 1973. október 20.
- E. Szabó Ilona: Száz éve született Szopos Sándor. In: Új élet, 1981. XXIV. évf 19. sz.

## Külső hivatkozások
- Udvardy Frigyes: A romániai magyar kisebbség történeti kronológiája[halott link]
- Tankönyvtár